# باربارا کرافتوونا
باربارا کرافتوونا (لهستانی: Barbara Krafftówna؛ زادهٔ ۵ دسامبر ۱۹۲۸ – درگذشتهٔ ۲۳ ژانویهٔ ۲۰۲۲) بازیگر اهل لهستان بود.
از فیلم‌هایی که وی در آن نقش داشت، می‌توان به قواعد بازی، سرگذشتی با یک ترانه، کاباره مردان مسن، ماجراهای میخاو، چهار تانکچی و یک سگ، پرستار کودک، خاکستر و الماس و دست‌نوشته ساراگوسا اشاره کرد.
وی همچنین برندهٔ جوایزی همچون گلوریا آرتیس شده بود.